# Élise Marc
Pour les articles homonymes, voir Marc.
Élise Marc née le 25 octobre 1987 à Échirolles en France est une triathlète handisport, championne de France, d'Europe et du monde de paratriathlon dans sa catégorie. Elle participe aux Jeux olympiques d'été de 2020 à Tokyo en cyclisme handisport dans l'épreuve du contre la montre.

## Biographie
Elise Marc, amputée bilatérale au niveau des tibias à la suite d'un accident en 2004, commence en 2012 la pratique du triathlon sous l'influence de ses amis de travail qui pratiquant ce sport lui communiquent l'envie de s'y adonner également. Au gré des compétitions, elle rejoint en 2014 l'équipe de France de paratriathlon et termine 3e de sa catégorie aux championnats du monde de la même année à Edmonton au Canada. Avec l'aide de divers soutiens privés et grâce à son intégration dans l'Armée des champions, elle peut se consacrer complètement à ce sport. En 2015, elle s’entraîne au CREPS de Boulouris sous la direction de Nicolas Becker et remporte plusieurs titres internationaux. Sa catégorie de handicap n'étant pas retenue pour les épreuves olympiques de 2020, elle se consacre à la préparation de course longue distance et prend part en 2019, à l'Ironman 70.3 Pays d'Aix pour sa première épreuve longue distance. 
Elle arrête momentanément le triathlon pour se consacrer à l'aviron, mais ne trouve pas le même plaisir dans cette pratique. Elle s'adonne plus intensément au cyclisme et se rapproche de l'équipe de France de paracyclisme. Prenant la seconde place aux championnats du monde de paracyclisme, elle gagne son billet pour les Jeux olympiques de Tokyo dans ce sport.

## Palmarès
Le tableau présente les résultats les plus significatifs (podium) obtenus sur le circuit national et international de paratriathlon depuis 2013.
| Année | Paratriathlon                               | Pays      | Position           | Temps           |
| ----- | ------------------------------------------- | --------- | ------------------ | --------------- |
| 2024  | Championnats du monde de paratriathlon PTS3 |           | Médaille d'or      | 1 h 16 min 44 s |
| 2022  | Championnats du monde de paratriathlon PTS3 | Abou Dabi | Médaille d'or      | 1 h 20 min 13 s |
| 2019  | Championnats du monde de paratriathlon PTS3 | Suisse    | Médaille d'or      | 1 h 24 min 43 s |
| 2018  | Championnats du monde de paratriathlon PTS3 | Australie | Médaille d'argent  | 1 h 20 min 32 s |
| 2018  | Championnats d'Europe de paratriathlon PTS3 | Estonie   | Médaille d'or      | 1 h 20 min 36 s |
| 2017  | Championnats du monde de paratriathlon PTS3 | Pays-Bas  | Médaille d'or      | 1 h 23 min 25 s |
| 2017  | Championnats d'Europe de paratriathlon PTS3 | Autriche  | Médaille de bronze | 1 h 26 min 16 s |
| 2016  | Championnats d'Europe de paratriathlon PT2  | Portugal  | Médaille d'or      | 1 h 27 min 35 s |
| 2015  | Championnats de France de paratriathlon PT2 | France    | Médaille d'or      | 1 h 26 min 22 s |
| 2013  | Championnats de France de paratriathlon TR3 | France    | Médaille d'or      | 1 h 34 min 28 s |

## Décoration
- Médaille de la jeunesse, des sports et de l'engagement associatif, argent (2025)[4].